# Lista odcinków serialu Underground
Poniżej znajduje się lista odcinków serialu telewizyjnego  Underground – emitowanego przez amerykańską kablową stację telewizyjną  WGN America od 9 marca 2016 roku do 10 maja 2017 roku. Powstały dwie serie, które składają się z 20 odcinków. W Polsce serial nie był jest emitowany.
| Sezon | Sezon | Odcinki | Oryginalna emisja WGN America | Oryginalna emisja WGN America | Oryginalna emisja | Oryginalna emisja | Oryginalna emisja |
| Sezon | Sezon | Odcinki | Premiera sezonu               | Finał sezonu                  | Premiera sezonu   | Finał sezonu      |                   |
| ----- | ----- | ------- | ----------------------------- | ----------------------------- | ----------------- | ----------------- | ----------------- |
|       | 1     | 10      | 9 marca 2016                  | 11 maja 2016                  | brak danych       | brak danych       |                   |
|       | 2     | 10      | 8 marca 2017                  | 10 maja 2017                  | brak danych       | brak danych       |                   |

## Sezon 1 (2016)
| Nr | #  | Tytuł           | Reżyseria         | Scenariusz                   | Premiera         | Premiera     |
| -- | -- | --------------- | ----------------- | ---------------------------- | ---------------- | ------------ |
| 1  | 1  | The Macon 7     | Anthony Hemingway | Misha Green, Joe Pokaski     | 9 marca 2016     | nieemitowany |
| 2  | 2  | War Chest       | Anthony Hemingway | Misha Green, Joe Pokaski     | 16 marca 2016    | nieemitowany |
| 3  | 3  | The Lord's Day  | Anthony Hemingway | Misha Green, Joe Pokaski     | 23 marca 2016    | nieemitowany |
| 4  | 4  | Firefly         | Anthony Hemingway | Misha Green, Joe Pokaski     | 30 marca 2016    | nieemitowany |
| 5  | 5  | Run & Gun       | Romeo Tirone      | Misha Green, Joe Pokaski     | 6 kwietnia 2016  | nieemitowany |
| 6  | 6  | Troubled Water  | Romeo Tirone      | Jason Wilborn, Jennifer Yale | 13 kwietnia 2016 | nieemitowany |
| 7  | 7  | Cradle          | Kate Woods        | Misha Green, Joe Pokaski     | 20 kwietnia 2016 | nieemitowany |
| 8  | 8  | Grave           | Tim Hunter        | Misha Green, Joe Pokaski     | 27 kwietnia 2016 | nieemitowany |
| 9  | 9  | Black & Blu     | Tim Hunter        | Misha Green, Joe Pokaski     | 4 maja 2016      | nieemitowany |
| 10 | 10 | The White Whale | Tim Hunter        | Misha Green, Joe Pokaski     | 11 maja 2016     | nieemitowany |

## Sezon 2 (2017)
| Nr | #  | Tytuł             | Reżyseria          | Scenariusz                                               | Premiera         | Premiera     |
| -- | -- | ----------------- | ------------------ | -------------------------------------------------------- | ---------------- | ------------ |
| 11 | 1  | Contraband        | Anthony Hemingway  | Misha Green, Joe Pokaski                                 | 8 marca 2017     | nieemitowany |
| 12 | 2  | Things Unsaid     | Greg Yaitanes      | Misha Green, Joe Pokaski                                 | 15 marca 2017    | nieemitowany |
| 13 | 3  | Ache              | Anthony Hemingway  | Misha Green, Joe Pokaski                                 | 22 marca 2017    | nieemitowany |
| 14 | 4  | Nok Aaut          | Salli Richardson   | Nadria Tucker, Tiffany Greshler                          | 29 marca 2017    | nieemitowany |
| 15 | 5  | Whiteface         | Kate Woods         | Devon Greggory, Ben Cory Jones, Misha Green, Joe Pokaski | 5 kwietnia 2017  | nieemitowany |
| 16 | 6  | Minty             | Anthony Hemingway  | Misha Green, Joe Pokaski                                 | 12 kwietnia 2017 | nieemitowany |
| 17 | 7  | 28                | Anthony Hemingway  | Misha Green, Joe Pokaski                                 | 19 kwietnia 2017 | nieemitowany |
| 18 | 8  | Auld Acquaintance | Christopher Meloni | Ben Cory Jones, Misha Green, Joe Pokaski                 | 26 kwietnia 2017 | nieemitowany |
| 19 | 9  | Citizen           | Lawrence Trilling  | Misha Green, Joe Pokaski                                 | 3 maja 2017      | nieemitowany |
| 20 | 10 | Soldier           | Anthony Hemingway  | Misha Green, Joe Pokaski                                 | 10 maja 2017     | nieemitowany |